# Harpyhaliaetus
Harpyhaliaetus es un antiguo género de aves falconiformes de la familia Accipitridae que contenía dos especies de águilas presentes en el centro y sur del continente americano. Son conocidas como águilas solitarias.

## Especies
Las dos especies del género Harpyhaliaetus eran:
- Harpyhaliaetus coronatus -  águila de Azara
- Harpyhaliaetus solitarius -  águila solitaria